# Guagliona (singolo)
Guagliona è un singolo della cantautrice italiana Vale LP, in collaborazione con la cantautrice italiana Lil Jolie, pubblicato il 28 giugno 2024 come terzo estratto dal primo album in studio omonimo.

## Descrizione
Il brano, scritto da entrambe le artiste con Agnese Laura Lama, è prodotto da Enrico Dadone, in arte Cali Low, e Paolo Caruccio, in arte Fractae.

## Video musicale
Il video musicale, diretto da Davide De Meo, è stato pubblicato il 2 luglio 2024 attraverso il canale YouTube di Vale LP.

## Tracce
Testi di Valentina Sanseverino, Angela Ciancio e Agnese Laura Lama, musiche di Valentina Sanseverino, Angela Ciancio, Agnese Laura Lama, Enrico Dadone, Martino Consigli e Paolo Caruccio.
1. Guagliona (feat. Lil Jolie) – 2:45